# Volcher Coiter

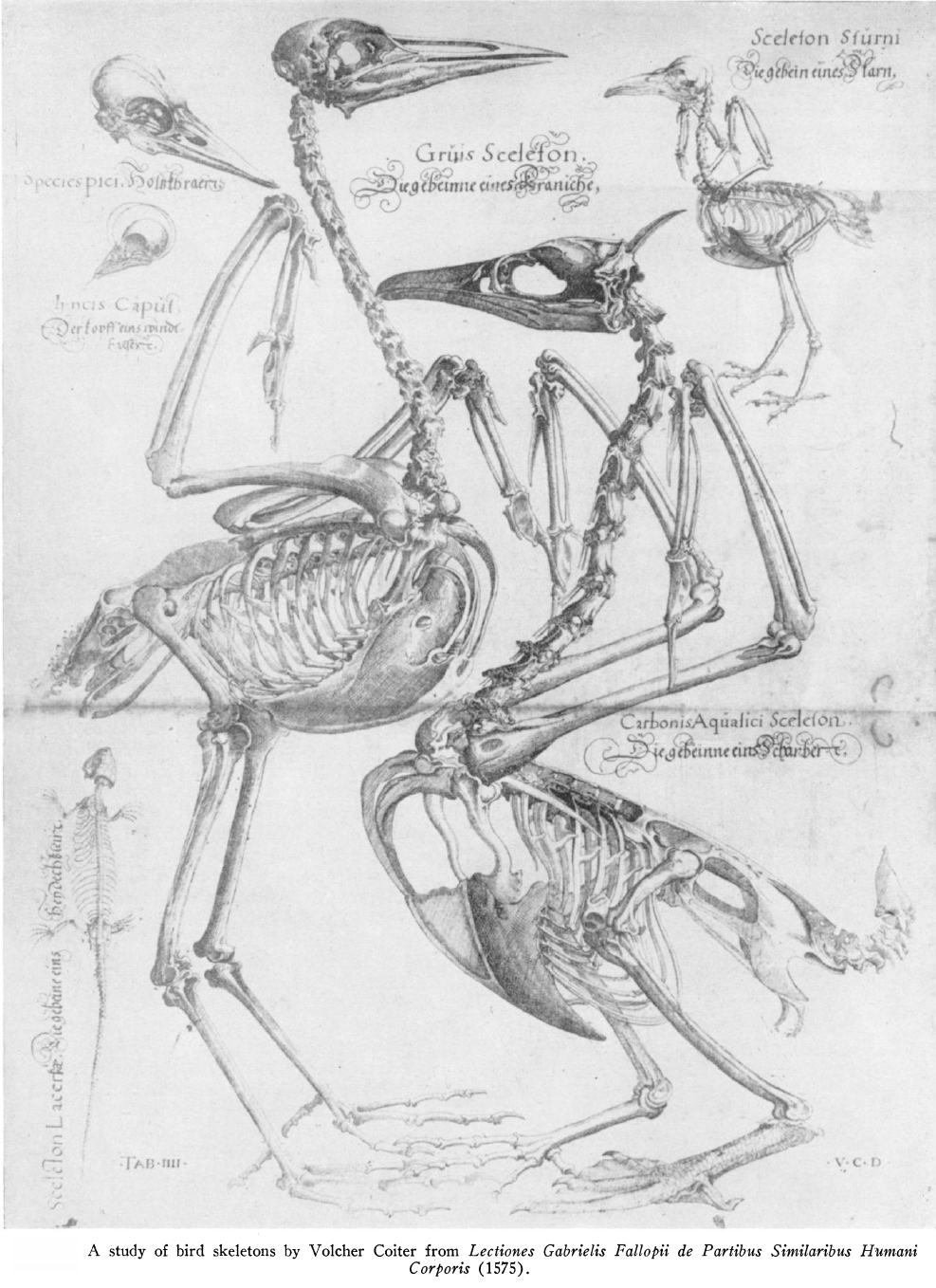
Coiterova ilustrace ptačí anatomie

Volcher Coiter (občas psáno i jako Coyter nebo Koyter; 1534 Groningen – 2. června 1576 Brienne-le-Château) byl holandský anatom. Jako první popsal meningitidu a položil základy osteologie.

## Život a dílo
Coiter se narodil v Groningenu. Studoval v Itálii a Francii a byl žákem Ulisse Aldrovandiho, Gabriela Falloppia, Batolomea Eustachiho a Guillaumeho Rondeleta. V roce 1569 působil jako lékař v Norimberku a později i jako chirurg ve vojenské službě. Mezi jeho díla patří Externarum et Internarum Principalium Humani Corporis Partium Tabulae (1573) a De Avium Sceletis et Praecipius Musculis (1575), které zahrnují detailní anatomickou studii ptačího těla.